# 1998年民主進步黨主席選舉
1998年民主進步黨主席選舉，正式名稱為民主進步黨第八屆主席選舉，正式投票日是1998年4月18日，是民進黨自1986年創黨以來首次由黨員直選黨主席。在1997年的縣市長選舉中，民主進步黨在縣市長當選席次，得票總數方面遠遠的超越其他政黨，取得了空前的勝利，使得民進黨向贏得中央執政權邁出了巨大的一步（縣市長當選席次紀錄在時隔17年後才被刷新，而總得票紀錄則在12年後被刷新）。
參加了這次選舉的只有林義雄一人，使得本次黨主席選舉是是時隔12年後的又一次黨主席等額選舉，亦是民進黨創黨以來的第二次等額選舉。

## 背景
民主進步黨在這一年年底面臨著兩次重大選舉，兩次選舉的時間僅相隔4天，為了防止在這一過程中有什麼閃失，民進黨決定小心應付。此外，當時的台北市長陳水扁、即將卸任的黨主席許信良和黨內大佬彭明敏三者之間出現惡性競爭的跡象，因此需要一位德高望重的中立人士擔任黨主席以防止內耗。也想參選民進黨主席的張俊宏，以一票之差落選民進黨中執委，失去競選黨主席的資格。
本次黨主席當選人擁有提名2000年總統候選人的權力，但在林義雄明確表態參選的情況下，其他有可能的候選人紛紛表態不會與林義雄競爭。

## 候選人

### 林義雄
林義雄是民進黨的創黨黨員之一，一直以來都保持著崇高形象，在黨內非常受人尊敬。值得注意的是，林義雄是主動參選的。
| 背書     | 背書     | 背書     | 背書 |
| 姓名     | 黨內派系 | 政治職務 | 參考 |
| -------- | -------- | -------- | ---- |
| 全體黨員 | 所有派系 | 任何職務 |      |

## 選舉結果
1998年4月18日，黨主席選舉正式投票，總投票率89%，選舉結果如下：
| 號次     | 候選人   | 得票     | 得票   | 狀態   |
| -------- | -------- | -------- | ------ | ------ |
| 號次     | 黨主席   | 票數     | 得票率 | 狀態   |
| 1        | 林義雄   | 58,560票 | 100%   | 當選   |
| 總投票數 | 總投票數 | 65,470   | 65,470 | 65,470 |

最後選舉結果出爐，由林義雄當選第六任第八屆民主進步黨黨主席，並於同年的7月18日正式上任。

## 影響
其後在林義雄的領導下，民進黨在1998年年底的第四屆立法委員選舉中，共有70名黨員當選。緊接著舉行的第二屆直轄市直接選舉中，民進黨成功拿下高雄市，實現南台灣「全部綠化」的目標。但民進黨失去在台北市的執政權。
2000年的總統選舉，林義雄輔助同民進黨候選人、前台北市長陳水扁成功當選，讓民進黨終於成功的獲得台灣的執政權。